# Khánh Xương
Khánh Xương là một huyện cũ của tỉnh Phú Khánh, Việt Nam.
Huyện được thành lập 29 tháng 10 năm 1975 trên cơ sở hợp nhất 2 huyện Diên Khánh và Vĩnh Xương.
Phía Bắc giáp huyện Khánh Ninh, phía Nam giáp huyện Cam Ranh, phía Đông giáp thị xã Nha Trang và Biển Đông, phía Tây giáp huyện Khánh Vĩnh.
Đơn vị hành chính của huyện Khánh Xương gồm 24 xã: Diên An, Diên Bình, Diên Điền, Diên Hòa, Diên Lạc, Diên Lâm, Diên Lộc, Diên Phú, Diên Phước, Diên Sơn, Diên Tân, Diên Thạnh, Diên Thọ, Diên Thủy, Diên Toàn, Suối Cát, Suối Hiệp, Vĩnh Hiệp, Vĩnh Lương, Vĩnh Ngọc, Vĩnh Phương, Vĩnh Thái, Vĩnh Thạnh và Vĩnh Trung.
Ngày 10 tháng 3 năm 1977, huyện Khánh Xương được hợp nhất với huyện Khánh Vĩnh thành huyện Diên Khánh. Riêng 7 xã: Vĩnh Thái, Vĩnh Thanh, Vĩnh Trung, Vĩnh Lương, Vĩnh Phương, Vĩnh Hiệp, Vĩnh Ngọc sáp nhập vào thị xã Nha Trang và chuyển thành thành phố Nha Trang.